# NGC 1327
NGC 1327 je galaksija u zviježđu Kemijska peć.

## Vanjske poveznice
- SEDS: NGC 1327